# Дивна Ђоковић
Дивна Ђоковић (Ливно, 6. јун 1915 — Београд, 14. јануар 2005) била је југословенска и српска глумица.

## Биографија
Дивна Ђоковић рођена Радић глумачку каријеру је почела у Народном позоришту у Београду 1935. године. Прву улогу је остварила у Ибзеновој драми Дивља патка. Убрзо је освојила стипендију краљице Марије која јој је омогућила школовање у Бечу, где је завршила оперско певање и мајсторску школу за драмску уметност на Државној музичкој академији и Академији позоришне уметности.
Најпознатија је по улози Коштане у истоименој драми коју је тумачила од 1939. до 1960. године у Народном позоришту, а снимила је и плочу са музиком из представе Коштана. Бавила се и педагошким радом као асистент и професор дикције. Написала је књигу Основи рецитовања за аматере.
Њен супруг је био Милан Ђоковић драмски писац и управник београдског позоришта, а син Душан Ђоковић.
Умрла је 14. јануара 2005. године у Београду. Комеморација је одржана у Народном позоришту 19. јануара 2005. године. Сахрањена је истог дана у Алеји заслужних грађана на Новом гробљу у Београду.

## Филмографија
| Год.   | Назив                          | Улога                       |
| ------ | ------------------------------ | --------------------------- |
| 1960-е |                                |                             |
| 1967.  | Јелена Ћетковић                |                             |
| 1970-е |                                |                             |
| 1971.  | Од сваког кога сам волела      |                             |
| 1972.  | Киша                           | певачица                    |
| 1972.  | Изданци из опаљеног грма       |                             |
| 1976.  | Вагон ли                       | старија жена                |
| 1980-е |                                |                             |
| 1983.  | Какав деда такав унук          | супруга доктора Недељковића |
| 1983.  | Иди ми, дођи ми                | супруга доктора Недељковића |
| 1984.  | Пази шта радиш                 | комшиница                   |
| 1989.  | Добрица Милутиновић, међу нама | лично                       |